# Clase Santa María
La Clase Santa María, también conocida como Clase F-80, es una serie de seis fragatas especializadas en defensa antisubmarina de la Armada Española de diseño estadounidense, que recibe este nombre por la primera de su clase, la Santa María, que hereda su nombre de la nao con la que Cristóbal Colón llegó a América.

## Diseño

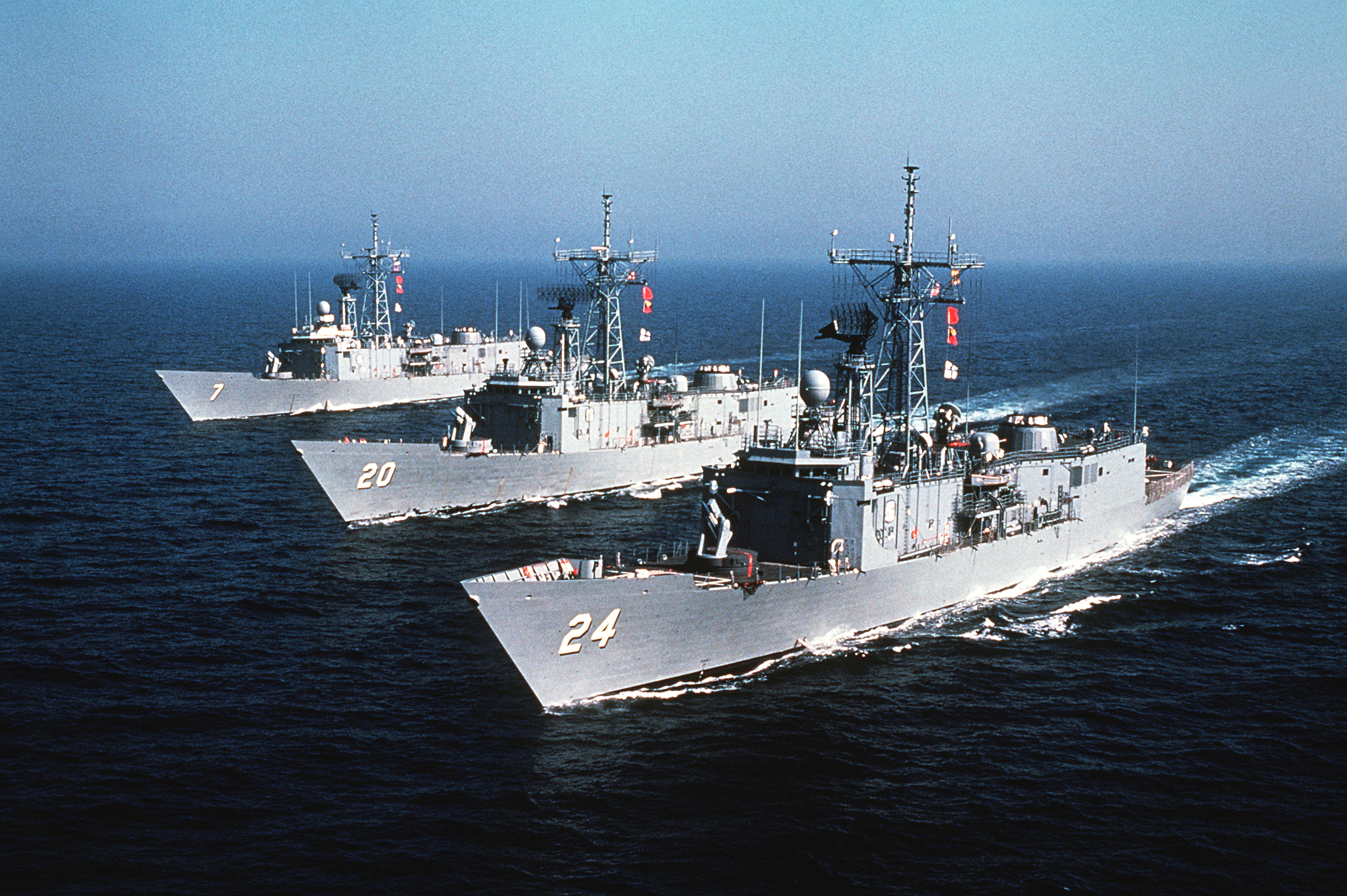
Tres fragatas estadounidenses de la clase Oliver Hazard Perry en la que se basó el diseño de la clase Santa María. Los buques son el USS Oliver Hazard Perry (FFG-7), el USS Antrim (FFG-20) y el USS Jack Williams (FFG-24). Imagen de 1982.

La clase Santa María parte de la clase Oliver Hazard Perry, en servicio en la Armada de los Estados Unidos, y ha sido quizá la clase más numerosa construida después de la Segunda Guerra Mundial. Debía reemplazar a los buques de la clase Knox, en España, Clase Baleares.
Estos barcos están reforzados con aluminio en los depósitos de municiones, con acero en la zona que alberga los motores y con kevlar en las estaciones electrónicas y de mando. Como defensas dispone de un sistema de tiro holandés Mk 92 que puede lanzar y guiar un solo misil, a lo sumo dos si es contra el mismo blanco. Además dispone de un cañón de 3" (76mm) de tiro rápido y de un sistema antimisiles Meroka de fabricación española de 20 mm.
Con esta configuración, la fragata estaba principalmente destinada a la lucha antiaérea y antibuque en forma de misiles RGM-84 Harpoon; pero para la lucha antisubmarina se la dotó de un sonar remolcado SQR-19 TACTASS y dos hangares para transportar sendos helicópteros medios del tipo SH-60 Seahawk.
Las fragatas Oliver Hazard Perry fueron muy populares y se fabricaron localmente, aparte de en España, en Australia (clase Adelaide) y Taiwán (clase Cheng Kung), además de exportarse varios ejemplares de segunda mano, dados de baja en la Armada de los Estados Unidos a Turquía, Polonia, Egipto y Baréin. En el caso español, se comprobó que no eran necesarios dos hangares para helicópteros, pues solían llevar un solo aparato. Por este motivo, las Álvaro de Bazán llevan una sola puerta, destinándose el espacio sobrante a otros fines.

## Construcción

### Primer lote
En un principio se realizó un pedido de tres unidades, las F-81, F-82 y F-83, añadiéndose otras dos unidades, a cambio de las dos corbetas de la clase Descubierta a las que renunció la Armada para que fueran vendidas a Egipto, aunque de estas dos, solo llegó a construirse la F-84.

### Segundo lote

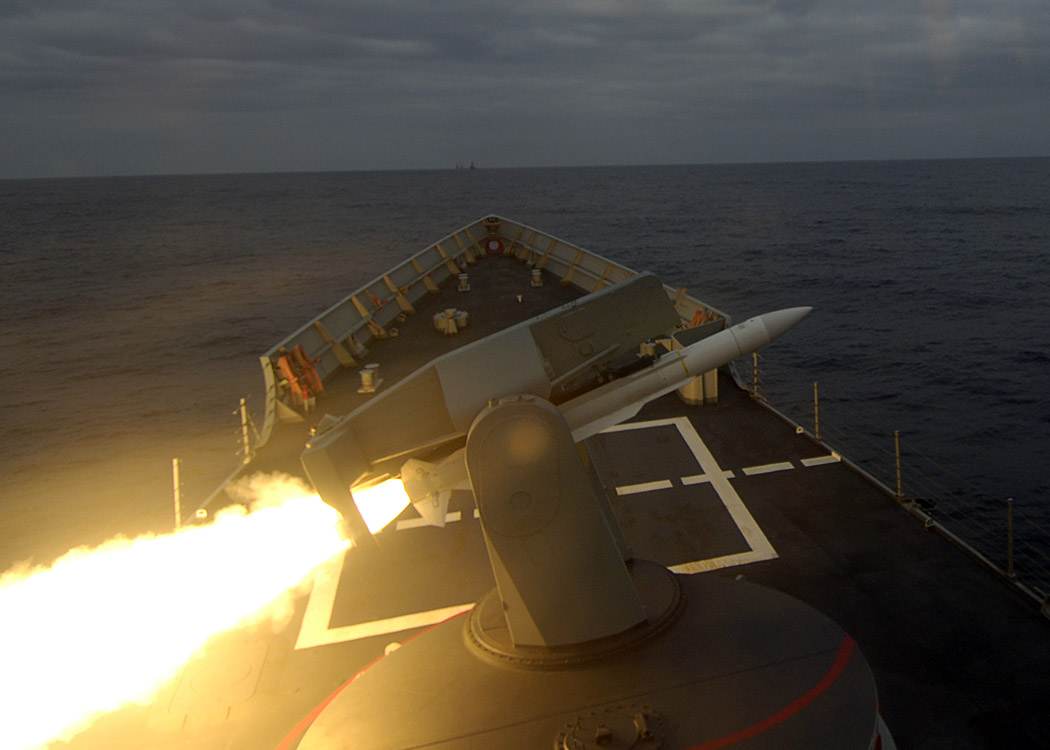
Lanzamiento desde el Canarias (F-86) de un misil tierra-aire (SAM) en 2006.

Tras la cancelación del programa NFR-90, se encargaron las dos fragatas que componen el segundo lote, las F-85 y F-86, que incorporan una serie de modificaciones, como la instalación de unas aletas estabilizadoras en la popa, un nuevo montaje del Meroka y la modificación de los equipos electrónicos. En concreto, llevan un sistema de datos de combate mejorado, del radar de vigilancia aérea llevan la versión AN/SPS-49(V)5 en lugar de la (V)4 de las anteriores, el sonar es un SRQ-19(V)2 en vez del (V), la dirección de tiro es la Mk.92Mod6 CORT en vez de la Mod4 y el sistema de guerra electrónica Nettunel ha sido reemplazado por un Mk.3000. No obstante, con la modernización de media vida en curso se están estandarizando los equipos de las seis unidades.

### Defectos
El diseño adoptado por la Armada de los Estados Unidos, buscaba el bajo coste de compra y mantenimiento para poder contar con el mayor posible número de escoltas, por lo que los buques se hicieron acreedores de algunas críticas. Las principales críticas vertidas contra esta clase fueron:
- Disponer de una sola hélice.
- Contar con un único lanzamisiles, de un solo raíl además, tanto para lanzar los antiaéreos Standard SM-1MR como para los antibuques Harpoon.
- Tener como artillería de tubo principal un cañón de tan solo 76 mm, situado además en un emplazamiento en el que tiene grandes ángulos muertos, pudiendo disparar tan solo por los costados.
- El emplazamiento de su única pieza de artillería antiaérea sobre el hangar crea también grandes ángulos muertos, pudiendo disparar tan solo a los objetivos que se acercan por la zona de popa. Este fue uno de los defectos detectados en el ataque iraquí a la fragata USS Stark con misiles Exocet.

### Virtudes
- Disponen de dos radares separados que duplicaban el sistema de guiado.
- Cuentan con dos motores auxiliares que podían mover el buque a 6 nudos si este se quedaba sin su propulsión principal.
- El misil antiaéreo Standard SM-1MR permite atacar objetivos aéreos a distancia suficiente para minimizar la amenaza al grupo de combate. Esto permitiría, por ejemplo, enfrentarse a Mirage F-1 dotados con misiles Exocet que atacaran al Príncipe de Asturias desde bases en el norte de África, pudiéndolos derribar antes de que lanzaran sus misiles.

## Historial operacional

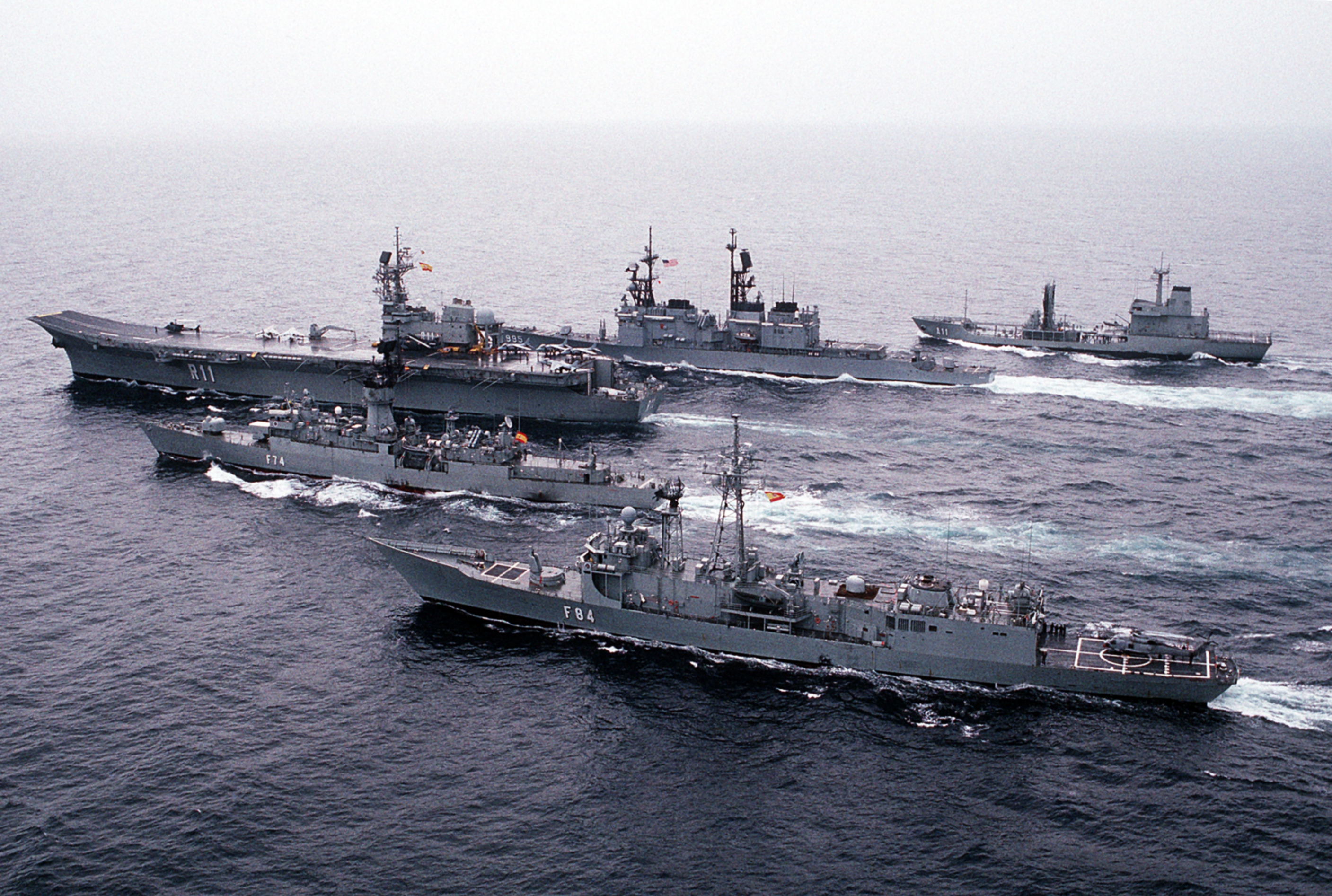
Grupo de combate formado por el Príncipe de Asturias (R11), Marqués de la Ensenada (A-11), Asturias (F-74), Reina Sofía (F84) y USS Scott (DDG-995). Año 1992.

Estas fragatas fueron muy conocidas en España por ser los primeros buques que partían en misión internacional durante la Operación Escudo del Desierto en 1990. En concreto, la Santa María (F81), fue la primera en ser enviada al Golfo Pérsico junto con las corbetas de clase Descubierta, Cazadora (F-35) y Descubierta (F-31) en misión de vigilancia y bloqueo cumpliendo mandato de la ONU. También fue notorio el concierto del grupo Olé Olé, que fue retransmitido por TVE en la unidad que sustituyó a la Santa María en aguas del golfo, la Numancia (F83), en las navidades de 1990.
Algunas de ellas sirvieron posteriormente en el Atlántico Norte para proteger a los pesqueros de altura españoles de la flota canadiense, que ya había apresado uno, al pesquero Estai, a mediados de la década de los 90, acusándolo de esquilmar los mares y sobreexplotar el fletán, a pesar de pescar en aguas internacionales y por debajo de la cuota de capturas asignada.
De 1992 a 1995 participaron en la operación Sharp Guard en el conflicto de los Balcanes, y de marzo del 2002 a mayo del 2003 en la operación Libertad Duradera en el Golfo de Adén y el Mar Arábigo para luchar contra el terrorismo internacional.
Actualmente toman parte en la Operación Atalanta, en la lucha contra la piratería en el Océano Índico.

## Modernización
En 2003 se comenzó a estudiar un programa de modernización de las fragatas clase F-80, que se tradujo en octubre de 2005 con el comienzo de los trabajos de modernización en los astilleros de Navantia en Cádiz sobre las fragatas Victoria (F-82) y Numancia (F-83). Algunos de los cambios más importantes incluyen la sustitución completa de los 4 motores eléctricos, la retirada del sónar remolcado TACTASS, mejora del radar de control de tiro Mk.92, nuevos equipos de guerra electrónica o la sustitución del radar de navegación por uno LPI de baja capacidad de interceptación, entre otros muchos.
También se ha incorporado un nuevo IFF modelo 5 y se han sustituido las consolas del CIC (Combat Information Center, Centro de Información de Combate) y la de control del cañón de 76/62 y se ha mejorado la habitabilidad. De finales de 2007 a comienzos de 2010 se hace la misma modernización a las fragatas Santa María (F-81) y  Reina Sofía (F-84), quedando pendiente la modernización de media vida de las dos más recientes, cuyos equipos eran más modernos.

## Unidades
Los nombres que inicialmente se asignaron para las tres unidades previstas en ese momento fueron de regiones españolas pre-autonómicas, continuando con el sistema empleado en sus antecesoras de la clase Baleares. En concreto debían haber sido la León, Murcia y Navarra. Luego se cambiaron por Santa María, Pinta y Niña y posteriormente por las que fueron sus designaciones definitivas.
| Identificativo | Nombre      | Fecha botadura | Fecha entrada en servicio | Fecha retirada | Indicativo de llamada | Imagen |
| -------------- | ----------- | -------------- | ------------------------- | -------------- | --------------------- | ------ |
| F-81           | Santa María | 21-11-1984     | 10-12-1986                | -              |                       |        |
| F-82           | Victoria    | 23-07-1986     | 29-10-1987                | -              |                       |        |
| F-83           | Numancia    | 29-01-1987     | 11-08-1988                | -              |                       |        |
| F-84           | Reina Sofía | 19-07-1987     | 30-10-1990                | -              |                       |        |
| F-85           | Navarra     | 23-10-1992     | 30-05-1994                | -              |                       |        |
| F-86           | Canarias    | 21-06-1993     | 14-12-1994                | -              |                       |        |

## Componentes
Alemania -  España -  Estados Unidos -  Italia -  Reino Unido

### Estructura
| Sistema | País                                          | Fabricante               | Notas |
| ------- | --------------------------------------------- | ------------------------ | --- |
| Casco   | Bandera de España · Bandera de Estados Unidos | Navantia Bath Iron Works | Desarrollado por Navantia a partir de una licencia de Bath Iron Works del diseño de la Clase Oliver Hazard Perry |

### Electrónica
| Sistema                                           | País                      | Fabricante         | Notas                                                                                              |
| ------------------------------------------------- | ------------------------- | ------------------ | -------------------------------------------------------------------------------------------------- |
| Sistema Integrado de Control de Plataforma (SICP) | Bandera de España         | FABA Sistemas      | Instalado de 2003 a 2010                                                                           |
| Sistema de combate (SCOMBA)                       | Bandera de España         | FABA Sistemas      | Instalado de 2003 a 2010                                                                           |
| Sistema de control de tiro (DORNA)                | Bandera de España         | FABA Sistemas      | Para el cañón. Instalado de 2003 a 2010                                                            |
| Consolas multifunción (CONAM)                     | Bandera de España         | Sainsel            | Instaladas de 2003 a 2010                                                                          |
| Sistema de navegación                             | Bandera de Estados Unidos | Raytheon           | TACAN URN-25                                                                                       |
| Radar principal                                   | Bandera de Estados Unidos | Raytheon           | AN/SPS-49(V)4 ((V)5 en las F-85 y F-86), operando en las bandas C/D y un alcance de 457km (250 mn) |
| Radar de superficie                               | Bandera de Estados Unidos | Raytheon           | AN/SPS-55, banda I y RAN 12L (designador para el Meroka)                                           |
| Radar de tiro                                     | Bandera de Estados Unidos | Raytheon           | Mk92 Mod2                                                                                          |
| Radar de tiro                                     | Bandera de Estados Unidos | Sperry Marine      | 1 x VPS-2 (Meroka)                                                                                 |
| Sonar                                             | Bandera de Estados Unidos | Raytheon           | Modelo SQS-56. Gould SQR-19(V) ((V)2 en las F-85 y F-86) TACTASS (sistema TACTASS/LAMPS)           |
| IFF                                               | Bandera de España         | Indra Sistemas     | Instalado de 2003 a 2010                                                                           |
| Sistema de comunicaciones integradas ICCS-5       | Bandera de España         | Indra Sistemas     | Instalado de 2003 a 2010                                                                           |
| Sistema de detección láser y de contramedidas     | Bandera de España         | Indra Sistemas     | Modelo ELNATH Mk.9000                                                                              |
| Lanzador de señuelos                              | Bandera de Estados Unidos | BAE Systems        | 4 lanzadores modelo FMC SRBOC Mk36 para bengalas infrarrojas y contededores de chaff               |
| Perturbadores                                     | Bandera de Italia         | Alenia Elettronica | Modelo Nettunel (Mk.3000 en las F-85 y F-86)                                                       |
| Señuelo remolcado para torpedos                   | Bandera de Estados Unidos | Lockheed Martin    | Modelo SLQ-25A Enhaced Nixie                                                                       |
| Sistema de supresión de ruidos de casco y hélices | Bandera de Estados Unidos |                    | Prairie-Masker                                                                                     |

### Armamento
| Sistema                                  | País                      | Fabricante                        | Notas                                                                            |
| ---------------------------------------- | ------------------------- | --------------------------------- | -------------------------------------------------------------------------------- |
| Lanzador de misiles antiaéreos/antibuque | Bandera de Estados Unidos | United Defense                    | 1 lanzador Mk 13 con capacidad para 40 misiles                                   |
| Misiles antibuque                        | Bandera de Estados Unidos | Boeing Integrated Defense Systems | RGM-84 Harpoon block II, 8 unidades                                              |
| Misiles superficie-aire                  | Bandera de Estados Unidos | Raytheon Systems                  | 32 unidades del modelo AA GDC Pomona Standard SM-1MR/RIM-66E (Bloque VI/VIA/VIB) |
| Torpedos                                 | Bandera de Estados Unidos | Alliant Techsystems               | 2 tubos triples de 324 mm Mk 32, Mk 46 mod 5 o Mk 50                             |
| Cañón                                    | Bandera de Italia         | OTO Melara                        | 1 cañón modelo Mk75 76 mm/62                                                     |
| Ametralladoras medianas                  | Bandera de Estados Unidos | Browning Arms Company             | 2 unidades del modelo Browning M2 de 12,7 mm                                     |

### Propulsión
| Sistema            | País                      | Fabricante       | Notas                                               |
| ------------------ | ------------------------- | ---------------- | --------------------------------------------------- |
| Turbinas           | Bandera de Estados Unidos | General Electric | 2 turbinas de gas modelo General Electric LM2500    |
| Generadores diésel | Bandera de Alemania       | MTU              | 2 unidades retáctiles auxiliares situadas a proa    |
| Hélice             | Bandera de Estados Unidos |                  | 1 unidad Prairie-Masker de paso variable de 5 palas |

### Aeronaves
| Sistema     | País                      | Fabricante                    | Notas                        |
| ----------- | ------------------------- | ----------------------------- | ---------------------------- |
| Helicóptero | Bandera de Estados Unidos | Sikorsky Aircraft Corporation | 2 × Seahawk SH-60B Lamps III |

### Buques de la clase
- Santa María (F-81)
- Victoria (F-82)
- Numancia (F-83)
- Reina Sofía (F-84)
- Navarra (F-85)
- Canarias (F-86)

### Buques similares
- Clase Oliver Hazard Perry

### Secuencias de designación
Clase Júpiter→Clase Eolo→Clase Pizarro→Clase Descubierta→Clase Baleares→Clase Santa María→Clase Álvaro de Bazán→Clase Bonifaz (prevista)

### Listas relacionadas
Fragatas con motor de la Armada Española